# أنمي إكسبو
 أنمي إكسبو (بالإنجليزية:Anime Expo)  اختصاراً كـ AX هو مؤتمر أنمي أمريكي يعقد في لوس أنجلوس ، كاليفورنيا و عادة يكون ذلك في الرابع من يوليو ويستمر لمدة أربعة أيام . المؤتمر عقد أيضاً في أماكن أخرى مثل طوكيو ونيويورك . أنمي إكسبو معروف كأكبر مؤتمر أنمي في الولايات المتحدة ومعروف باستضافة ضيوف ذوي شعبية كبيرة نظراً للعلاقات الوثيقة بين الجانبين الياباني والأمريكي[ ؟ ] لصناعة الأنمي .
 

مركز مؤتمرات لوس أنجلوس حيث يقام المؤتمر حالياً .

## روابط خارجية
- أنمي إكسبو على موقع ميوزك برينز (الإنجليزية)